# Alice e Bob
Alice e Bob são personagens comumente usados nas explicações técnicas em criptografia. Estes nomes são utilizados por conveniência, por exemplo, a frase "Alice envia para Bob uma mensagem cifrada com a chave pública de Bob" é mais fácil de ser seguida do que "Parte A envia a Parte B uma mensagem cifrada com a chave pública da Parte B." Por estarem em ordem alfabética, os nome Alice e Bob tornaram-se comuns nesses campos, ajudando a explicar tópicos técnicos de uma forma mais compreensível.
Em criptografia e segurança de computadores, há uma série de nomes amplamente utilizados para os participantes de discussões e apresentações sobre vários protocolos. Os nomes são convencionais, de certa forma autossugestivos, por vezes cômicos e agem eficazmente como variáveis metassintáticas.
Em implementações típicas destes protocolos, entende-se que as ações atribuídas a personagens como Alice ou Bob não precisam ser sempre realizadas por partes humanas diretamente, mas também por um agente de confiança automatizado (como um programa de computador) em seu nome. Apesar da vantagem na redução da ambiguidade pelo fato de Alice e Bob possuírem gêneros distpersonagensintos, tem havido pouca tendência à introdução de representantes inanimados que pudessem ser referidos por pronomes neutros.

## Lista de personagens

Um exemplo da analogia "Alice e Bob" usada na criptografia.

Diagrama Alice e Bob utilizado para explicar Função de embaralhamento criptográfico.

Esta lista foi elaborada principalmente a partir do livro Criptografia Aplicada de Bruce Schneier. Alice e Bob são arquétipos em criptografia, Eva também é comum. Nomes novos são menos comuns.
- Alice e Bob. Geralmente, Alice quer enviar uma mensagem para Bob. Estes nomes foram usados por Ronald Rivest no artigo da Comunicação de 1978 da ACM apresentando o sistema criptográfico RSA e, em Um Método para Obtenção de Assinaturas Digitais e Encriptação de Chave Pública publicado 4 de abril de 1977, revisado em 1° de setembro de 1977 como memorando técnico LCS/TM82 Memo . Rivest nega que estes nomes tenham qualquer relação com o filme de 1969 Bob & Carol & Ted & Alice, como é ocasionalmente sugerido por outros.
- Carol, Carlos, como um terceiro participante em comunicações.
- Chico, como um terceiro participante geralmente com má intenção.[1]
- Davi, um quarto participante, e assim por diante em ordem alfabética.
- Eva, uma abelhuda, é geralmente uma invasora passiva. Ela pode ouvir as mensagens entre Alice e Bob, mas não pode modificá-las. Na criptografia quântica, Eva também pode representar o meio ambiente. O nome Eva surge do inglês Eve, que remete à palavra eavesdropping.
- Malvino, um invasor mal-intencionado. Ao contrário de Eva, Malvino pode modificar mensagens, substituir por suas próprias mensagens, enviar mensagens antigas e assim por diante. É mais difícil obter-se um sistema que seja seguro contra Malvino do que contra Eva.
- Priscila, uma provadora, e Victor, um verificador, muitas vezes, precisam interagir de alguma forma para mostrar que a operação pretendida realmente ocorreu. Eles são frequentemente encontrados nas provas de conhecimento zero.
- Tales, um árbitro de confiança, é uma espécie de terceira parte neutra, cujo papel exato varia de acordo com o protocolo em discussão.
- Walter, um agente penitenciário, pode ser necessário para proteger Alice e Bob em alguns aspectos, dependendo do protocolo discutido.

Apesar de um sistema de prova interativa não ser um protocolo de criptografia, é suficientemente relativo para mencionar o elenco de personagens apresentados em sua literatura:
- Arthur e Merlin: Em sistemas de prova interativa, o provador tem capacidade computacional ilimitada e é, portanto, associado a Merlin, o mago poderoso. Ele reividica a verdade de uma declaração e Arthur, o rei sábio, faz-lhe perguntas para verificar a alegação. Esses dois personagens também dão nome a duas Classes de Complexidade, ou seja, MA and AM.

Um par de personagens semelhantes é Paulo e Carola. Os personagens foram introduzidos na solução do problema Vinte Questões, onde "Paulo", que fazia perguntas, representa Paul Erdős e "Carola", que lhe respondeu, era um anagrama do "oráculo". Foram ainda utilizados em alguns jogos combinatórios nos papéis de Empurrador e Selecionador respectivamente, e têm sido utilizadas em várias funções.